# Denkmalgeschützte Objekte im Bezirk Bruck an der Leitha
Im Bezirk Bruck an der Leitha bestehen 491 denkmalgeschützte Objekte. Die unten angeführte Liste führt zu den Gemeindelisten und gibt die Anzahl der Objekte an.
| Gemeindeliste                    | Objektanzahl |
| -------------------------------- | ------------ |
| Au am Leithaberge                | 6            |
| Bad Deutsch-Altenburg            | 20           |
| Berg                             | 4            |
| Bruck an der Leitha              | 66           |
| Ebergassing                      | 10           |
| Enzersdorf an der Fischa         | 11           |
| Fischamend                       | 16           |
| Göttlesbrunn-Arbesthal           | 14           |
| Götzendorf an der Leitha         | 6            |
| Gramatneusiedl                   | 3            |
| Hainburg an der Donau            | 59           |
| Haslau-Maria Ellend              | 6            |
| Himberg                          | 16           |
| Hof am Leithaberge               | 11           |
| Höflein                          | 4            |
| Hundsheim                        | 7            |
| Klein-Neusiedl                   | 3            |
| Lanzendorf                       | 3            |
| Leopoldsdorf                     | 7            |
| Mannersdorf am Leithagebirge     | 33           |
| Maria-Lanzendorf                 | 1            |
| Moosbrunn                        | 2            |
| Petronell-Carnuntum              | 22           |
| Prellenkirchen                   | 12           |
| Rauchenwarth                     | 10           |
| Rohrau                           | 21           |
| Scharndorf                       | 17           |
| Schwadorf                        | 9            |
| Schwechat                        | 35           |
| Sommerein                        | 23           |
| Trautmannsdorf an der Leitha     | 20           |
| Wolfsthal                        | 7            |
| Zwölfaxing                       | 7            |
| Summe Bezirk Bruck an der Leitha | 491          |